# Озмате
Озмате (італ. Osmate) — муніципалітет в Італії, у регіоні Ломбардія, провінція Варезе.
Озмате розташоване на відстані близько 530 км на північний захід від Рима, 55 км на північний захід від Мілана, 14 км на захід від Варезе.
Населення — 805 осіб (2014).

## Демографія
Населення за роками:

Станом на 31 грудня 2014 року в муніципалітеті офіційно проживали 132 іноземці з 22 країн, серед них 90 громадян країн Євросоюзу та 5 громадян України.

## Сусідні муніципалітети
- Кадреццате
- Комаббіо
- Сесто-Календе
- Траведона-Монате